# Filiatrá
Filiatrá är en ort i Grekland.   Den ligger i prefekturen Messenien och regionen Peloponnesos, i den södra delen av landet, 210 km väster om huvudstaden Aten. Filiatrá ligger 62 meter över havet och antalet invånare är 6 970.
Terrängen runt Filiatrá är kuperad åt sydost, men åt nordväst är den platt. Havet är nära Filiatrá västerut. Runt Filiatrá är det ganska tätbefolkat, med 72 invånare per kvadratkilometer. Filiatrá är det största samhället i trakten. 